# Chikiti
Chikiti fou un estat tributari protegit del tipus zamindari a Orissa.
Les primeres referències parlen d'un regne anomenat Shewakata al nord de les muntanyes Mahendra, al segle VII. El 881 maharajà Jajati Kesari, rei d'Utkal, va anomenar Chetaka a la part sud del seu domini i va enviar com a governador al seu germà Kesava Ravothara. Chetaka podria ser una derivació de Shewakata, i Chikiti derivaria de Chekata.
El 1923 Radamohano Rajendra Debo va abdicar en el seu fill Chandra Rajendra Debo, però quan aquest va morir l'octubre de 1934 va reassolir el govern.

## Llista de governants
- Raja KULOMANI RAJENDRA DEBO 1736-1769
- Raja KRISHNA CHANDRA RAJENDRA DEBO 1769-1790
- Raja PITHAMBARA RAJENDRA DEBO 1790-1819
- Raja GOVINDA CHANDRAI RAJENDRA DEBO 1819-1831
- Raja KULOMANI RAJENDRA DEBO II 1831-1834
- Raja BRUNDAVANO CHANDRA RAJENDRA DEBO 1834-1846
- Raja JAGANADHA RAJENDRA DEBO 1846-1855
- Raja BISVAMBARA RAJENDRA DEBO 1855-1885
- Raja KISORI CHANDRA RAJENDRA DEBO 1885-1903
- Raja RADHAMOHANO RAJENDRA DEBO 1903-1923
- Raja GAURA CHANDRA RAJENDRA DEBO 1923-1934
- Raja RADHAMOHANO RAJENDRA DEBO 1934-1945
- Raja SACHINDANANDA RAJENDRA DEBO 1945-1948